# Muhammad VI av Granada
Muhammad VI av Granada, död 1362, var sultan av Granada 1360–1362.
Han var kusin och svåger till Muhammad V. Tillsammans med Rim (konkubin) avsatte han 1359 sin svåger och ersatte och uppsatte dennas halvbror, Rims son Ismail II på tronen. 1360 avsatte han sin svåger Ismail II och besteg själv tronen. Han beskrivs som en tyrann. Han utkämpade 1361-62 ett inbördeskrig med sin kusin Muhammad V. Han tillfångatogs och dödades av kungen av Kastilien, och Muhammad V kunde då återta tronen. 